# Mitrapsylla
Mitrapsylla is een geslacht van halfvleugeligen (Hemiptera) uit de familie van de bladvlooien (Psyllidae). De wetenschappelijke naam van dit geslacht is voor het eerst geldig gepubliceerd door Crawford in 1914. 

## Soorten
- Mitrapsylla adusta Burckhardt & Queiroz, 2020[2]
- Mitrapsylla aeschynomenis Rendón-Mera, Burckhardt, Cavichioli & Queiroz, 2020[3]
- Mitrapsylla albalineata Crawford, 1914[1]
- Mitrapsylla amazonica Rendón-Mera, Burckhardt, Cavichioli & Queiroz, 2020[3]
- Mitrapsylla andirae Rendón-Mera, Burckhardt, Cavichioli & Queiroz, 2020[3]
- Mitrapsylla arcuata Brown & Hodkinson, 1988[4]
- Mitrapsylla aurantia Rendón-Mera, Burckhardt, Cavichioli & Queiroz, 2020[3]
- Mitrapsylla borealis Burckhardt & Queiroz, 2020[2]
- Mitrapsylla brevigenis Rendón-Mera, Burckhardt, Cavichioli & Queiroz, 2020[3]
- Mitrapsylla burckhardti Brown & Hodkinson, 1988[4]
- Mitrapsylla cambalachensis Caldwell & Martorell, 1952[5]
- Mitrapsylla cassiae Rendón-Mera, Burckhardt, Cavichioli & Queiroz, 2020[3]
- Mitrapsylla ceplaciensis (White & Hodkinson, 1980)[6]
- Mitrapsylla clavata Rendón-Mera, Burckhardt, Cavichioli & Queiroz, 2020[3]
- Mitrapsylla compta Burckhardt & Queiroz, 2020[2]
- Mitrapsylla copaiferae Burckhardt & Queiroz, 2020[2]
- Mitrapsylla cubana Crawford, 1914[1]
- Mitrapsylla cujabensis Rendón-Mera, Burckhardt, Cavichioli & Queiroz, 2020[3]
- Mitrapsylla cuspidata Rendón-Mera, Burckhardt, Cavichioli & Queiroz, 2020[3]
- Mitrapsylla deserata Caldwell, 1944[7]
- Mitrapsylla didyma Rendón-Mera, Burckhardt, Cavichioli & Queiroz, 2020[3]
- Mitrapsylla domahovskii Rendón-Mera, Burckhardt, Cavichioli & Queiroz, 2020[3]
- Mitrapsylla fumipennis Burckhardt & Queiroz, 2020[2]
- Mitrapsylla fusca Brown & Hodkinson, 1988[4]
- Mitrapsylla gloriae Burckhardt & Queiroz, 2020[2]
- Mitrapsylla halbertae Rendón-Mera, Burckhardt, Cavichioli & Queiroz, 2020[3]
- Mitrapsylla hamata Rendón-Mera, Burckhardt, Cavichioli & Queiroz, 2020[3]
- Mitrapsylla holocalycis Rendón-Mera, Burckhardt, Cavichioli & Queiroz, 2020[3]
- Mitrapsylla itacoatiara Rendón-Mera, Burckhardt, Cavichioli & Queiroz, 2020[3]
- Mitrapsylla itaparica (Crawford, 1925)[8]
- Mitrapsylla longicauda Brown & Hodkinson, 1988[4]
- Mitrapsylla machaerii Rendón-Mera, Burckhardt, Cavichioli & Queiroz, 2020[3]
- Mitrapsylla megacerca Burckhardt & Queiroz, 2020[2]
- Mitrapsylla melanothorax Rendón-Mera, Burckhardt, Cavichioli & Queiroz, 2020[3]
- Mitrapsylla minuticonis Brown & Hodkinson, 1988[4]
- Mitrapsylla ochra Rendón-Mera, Burckhardt, Cavichioli & Queiroz, 2020[3]
- Mitrapsylla pallida Rendón-Mera, Burckhardt, Cavichioli & Queiroz, 2020[3]
- Mitrapsylla panamensis Brown & Hodkinson, 1988[4]
- Mitrapsylla periandrae Rendón-Mera, Burckhardt, Cavichioli & Queiroz, 2020[3]
- Mitrapsylla pterodontis Rendón-Mera, Burckhardt, Cavichioli & Queiroz, 2020[3]
- Mitrapsylla pterogynis Rendón-Mera, Burckhardt, Cavichioli & Queiroz, 2020[3]
- Mitrapsylla repens Burckhardt & Queiroz, 2020[2]
- Mitrapsylla securigera Rendón-Mera, Burckhardt, Cavichioli & Queiroz, 2020[3]
- Mitrapsylla soror Rendón-Mera, Burckhardt, Cavichioli & Queiroz, 2020[3]
- Mitrapsylla spinosa Brown & Hodkinson, 1988[4]
- Mitrapsylla surinamensis (Šulc, 1914)[9]
- Mitrapsylla truncata Rendón-Mera, Burckhardt, Cavichioli & Queiroz, 2020[3]
- Mitrapsylla villosi Rendón-Mera, Burckhardt, Cavichioli & Queiroz, 2020[3]
- Mitrapsylla viridis Burckhardt & Queiroz, 2020[2]
- Mitrapsylla vulgaris Caldwell & Martorell, 1952[5]
- Mitrapsylla xanthoptera Rendón-Mera, Burckhardt, Cavichioli & Queiroz, 2020[3]